# Polymera (Polymera) obscura
Polymera (Polymera) obscura is een tweevleugelige uit de familie steltmuggen (Limoniidae). De soort komt voor in het Neotropisch gebied.